# Angustias-Chana-Encina
Angustias-Chana-Encina es un barrio de Granada, en Andalucía (España), perteneciente al distrito Chana. Está situado en la zona noroeste de la ciudad. Limita al norte con el barrio de Cerrillo de Maracena; al este, con el barrio de Pajaritos; al sur, con los barrios de Rosaleda y Bobadilla; y al oeste, con el municipio de Atarfe.

## Historia
El barrio se conforma por seis barriadas: Angustias, Chana, Victoria, Encina, Las Torres y Las Perlas. Angustias es la zona más antigua, originada por el Patronato del arzobispado que llevó a cabo las construcciones entre 1953 a 1960.
El barrio se erigió en el Pago de Fatinafar, en antaño rica tierra para el cultivo y que servía para el mantenimiento de las mezquitas en la época del Reino nazarí. Los terrenos se recalificaron en los años 50 produciéndose la construcción acelerada del barrio en una zona de cortijos que solo era habitada por familias trabajadoras de la Azucarera de San Isídro en Bobadilla y por los vecinos del Cerrillo de Maracena que por estos tiempos seguía siendo una aldea del cercano pueblo de Maracena.
Las primeras viviendas se levantaron en 1956 en los terrenos del Cortijo de "La Chana", de ahí toma su nombre el barrio, al igual que las barriadas de Angustias y Encina, edificadas en los terrenos del Cortijo de Angustias y Cortijo de la Encina construidas por el Patronato de Santa Adela. Con el aumento del éxodo rural se sigue construyendo viviendas, expandiendo el barrio. La promotora granadina Construcciones Rojas urbanizó la zona con bloques de 3 plantas en forma de H, estos bloques más las viviendas sociales del Patronato de la Virgen de las Angustias conformaron La Chana. Posteriormente se edificó La Victoria formando La Chana como distrito hacia 1958 siendo una zona de viviendas asequibles para una población obrera. La construcción de la segunda fase, conocida como La Guita, finalizaria en 1964. A finales de la década de los 60 se inicia la construcción de la barriada de Las Torres siendo bloques de pisos de hasta 9 plantas con carácter de vivienda de protección oficial y a principios de la década de los 70 los bloques de Las Perlas.

## Lugares de interés
- Parroquia de Santa María Micaela. Calle Sagrada Familia, 18.
- Parroquia de San Juan de Ávila. Calle Encina, 2.